# ۵۴۶ (میلادی)
۵۴۶ (میلادی) پانصد و چهل و ششمین سال تقویم میلادی است.

## درگذشتگان
‎